# Chiesa di Santa Rosa da Lima (Catania)
La chiesa di Santa Rosa da Lima si trova a Catania presso la Casa Generalizia delle Suore Domenicane del Sacro Cuore di Gesù in via San Nullo, 46. All’interno della struttura c’è anche l’Istituto Sacro Cuore di Gesù, che è una scuola cattolica gestita dalle stesse suore, affiancate da personale docente laico.

## Opere d'arte
Dentro la chiesa, di concezione moderna, troviamo diverse opere del padre domenicano Leonardo Gristina (Prizzi 1915 - Catania 1998): le vetrate, la via crucis, il tabernacolo e il "Paliotto" d’altare in smalti su lamine d'argento sbalzato. L'intelaiatura dell'opera è scandita armoniosamente da cornici in argento sbalzato, opera del prof. Sebastiano Milluzzo, decorate con motivi classicheggianti reinventali.
Il portale di bronzo è sempre opera del Milluzzo su "ideazioni e suggerimenti tematici" di Leonardo Gristina.

## Galleria d'immagini

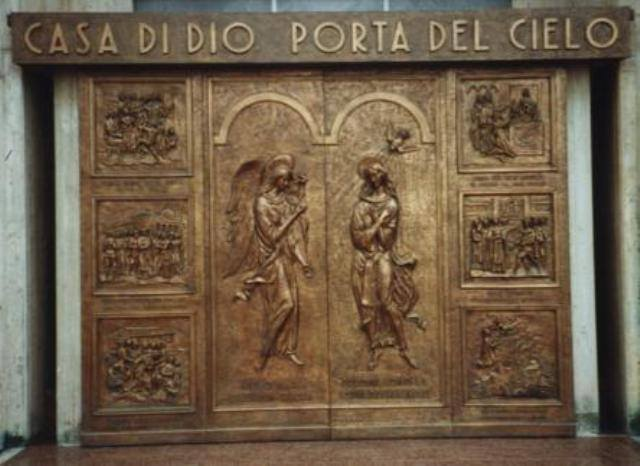
Portone in bronzo
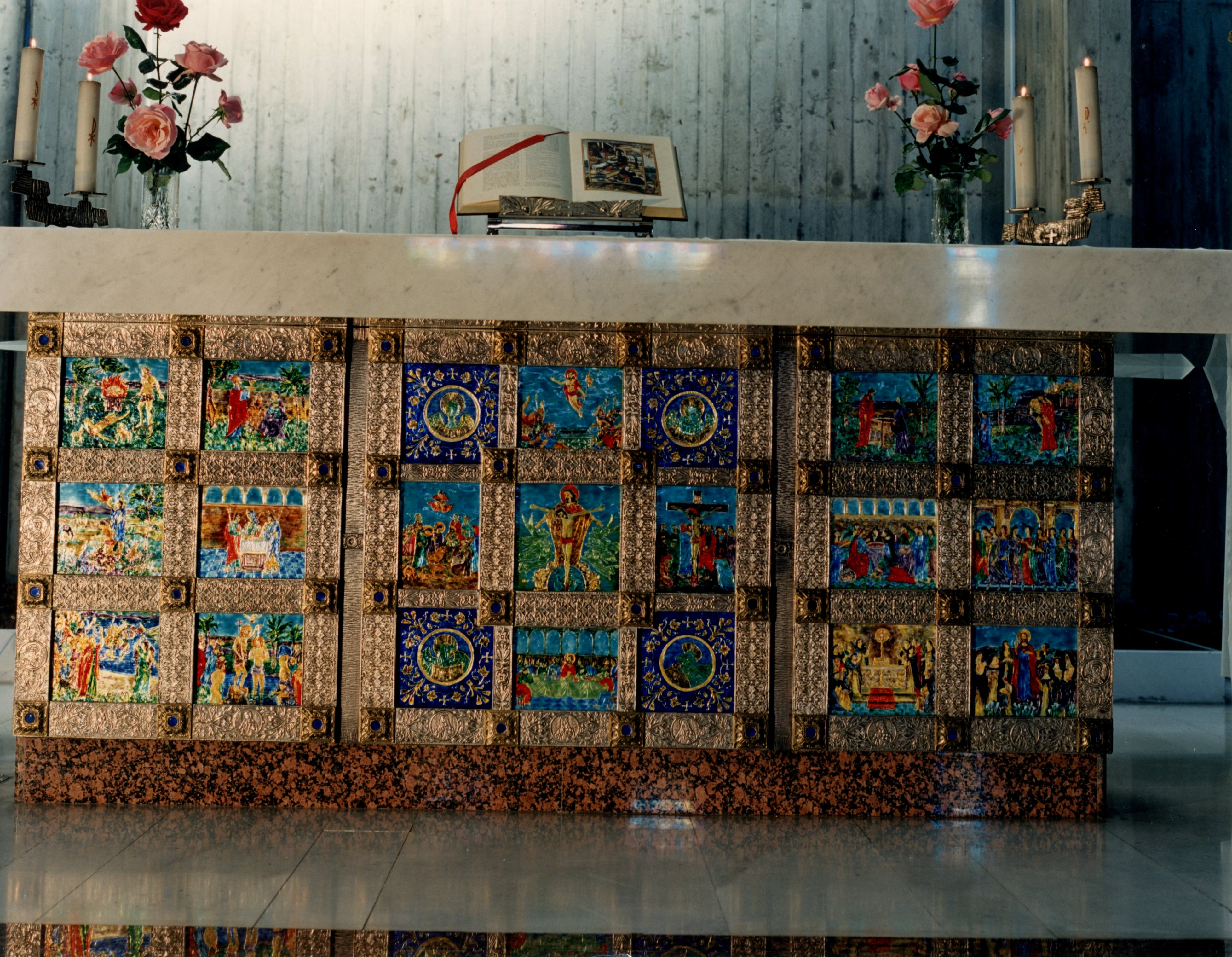
Altare
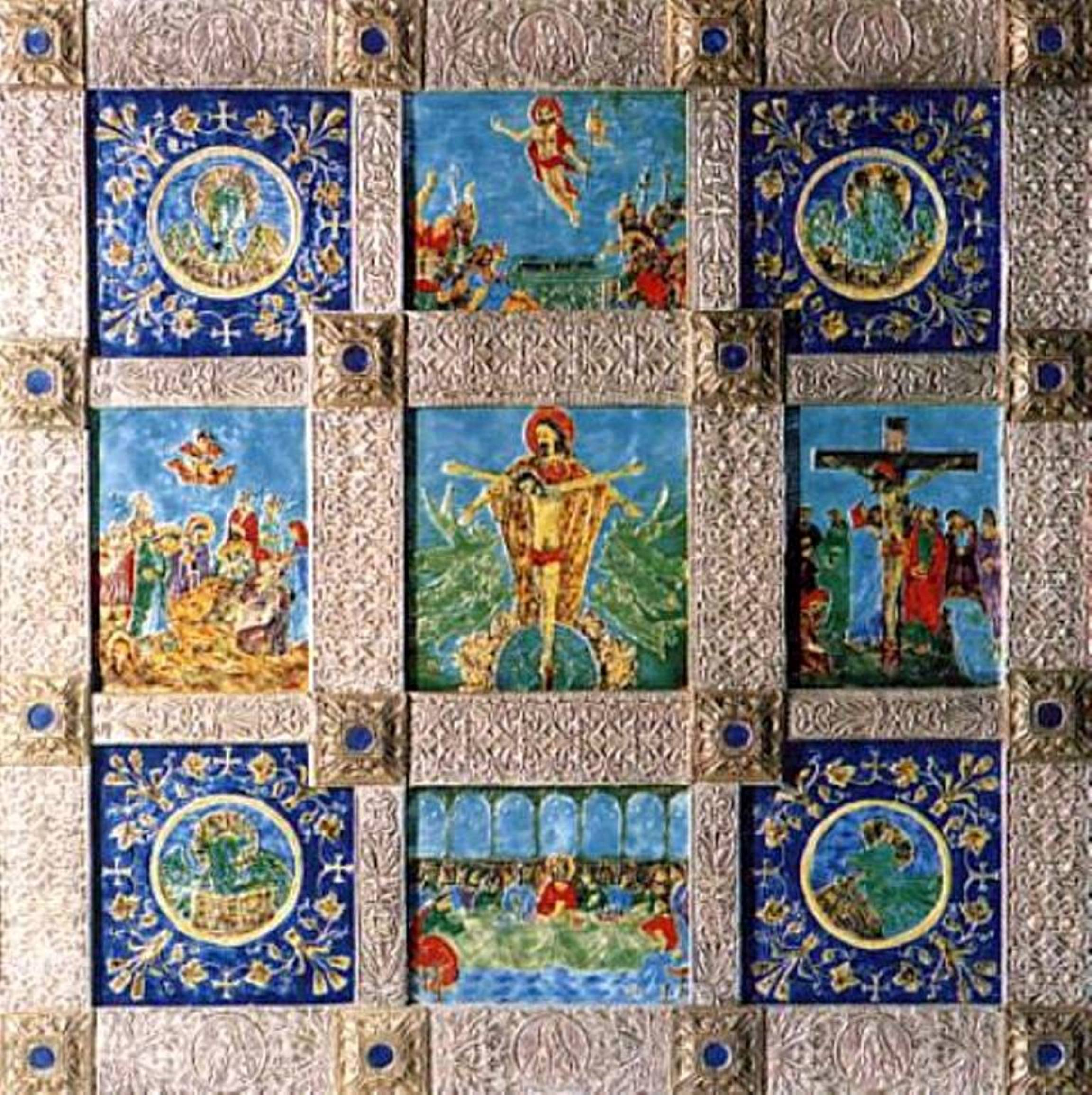
Particolare altare
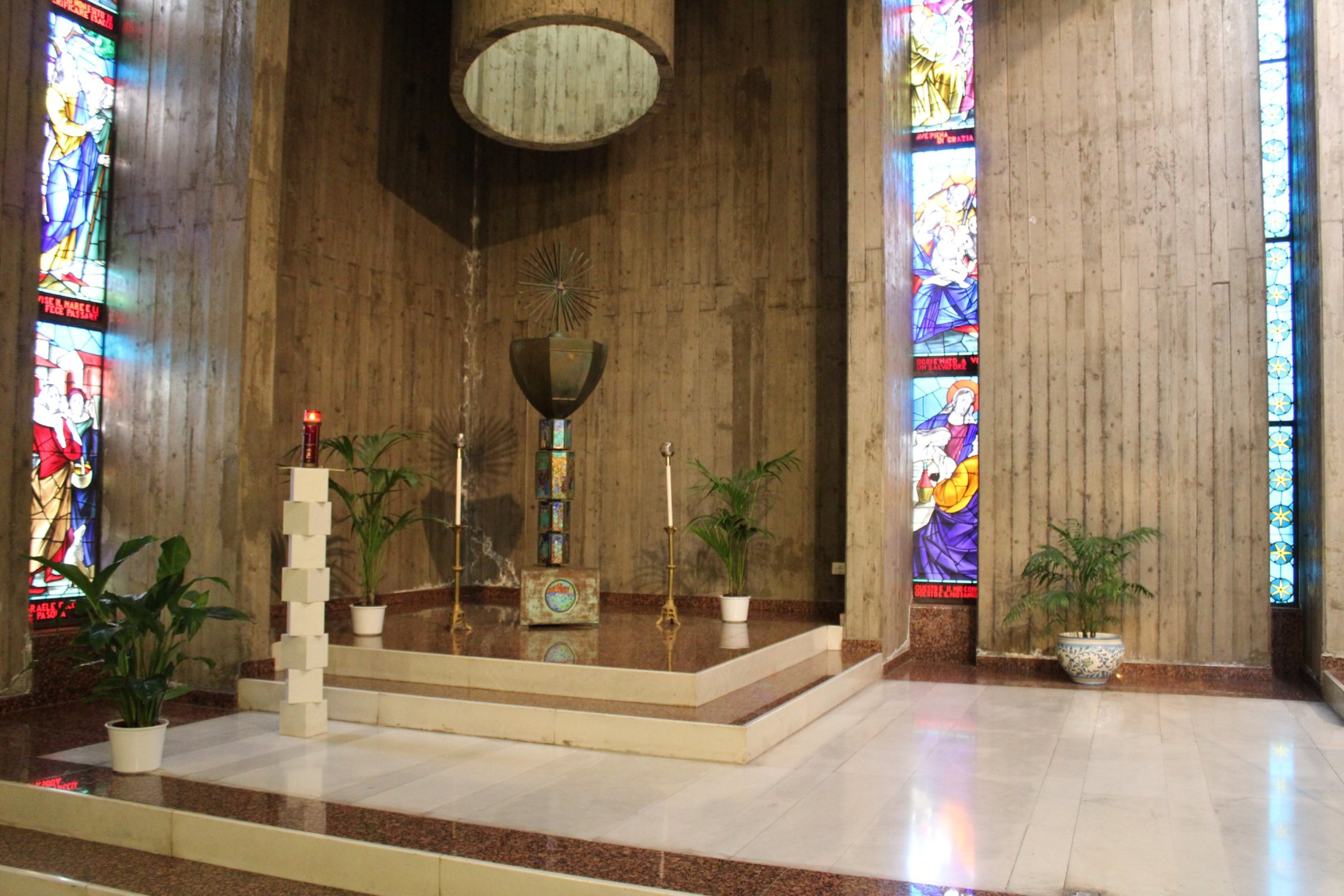
Taberbacolo e vetrate